# Tre goal
Tre goal è un singolo del rapper italiano Nerone, pubblicato il 16 maggio 2019 come unico estratto dal terzo album in studio Gemini.

## Tracce
1. Tre goal – 2:34